# Кховар

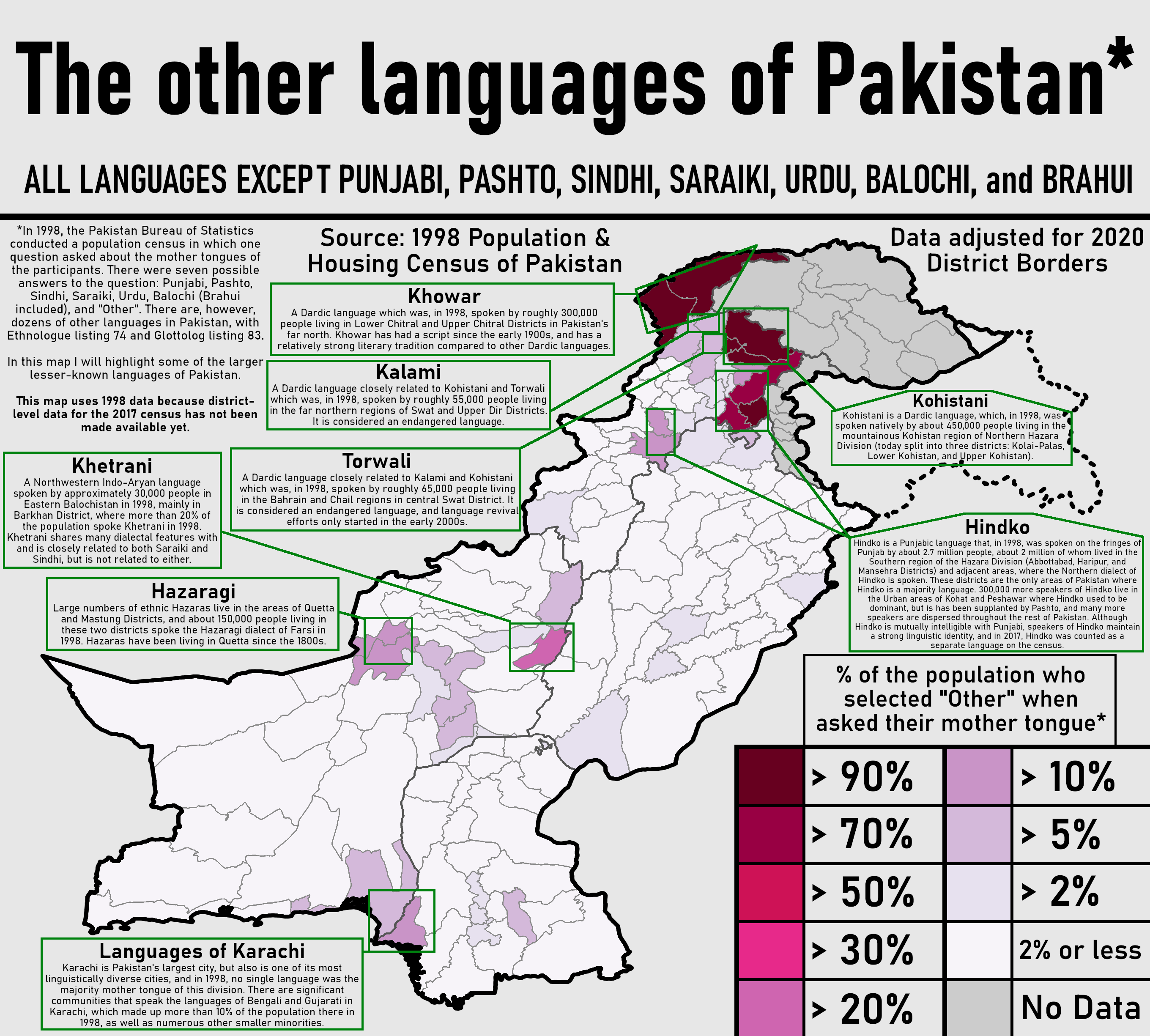
Кховар — мала мова Пакистану, якою говорять переважно у Читралі, зображена на цій карті.

Ареал поширення мови Кховар.

Кховар (кхов. کھووار زبان, трансліт. khowār, kʰɔːwaːr), також відома, як читралі, — дардська мова індоарійської сім'ї мов, якою говорять переважно у Читралі та навколишніх територіях, що в Пакистані.
Кховар — лінгва-франка Читралу, нею також говорять у районах Гупіс-Ясін та Гізер, а також у районі Сват.
Носії кховар значною мірою переїхали до міст Пакистану: у Пешаварі, Ісламабаді, Лахорі, Карачі є значні спільноти кхо. Нею, як другою мовою, також говорять калаші. Вона тісно пов'язана з іншими індоарійськими мовами: пенджабською, західнопенджабською, синдською, західними мовами пахарі.

## Назви
Самоназва, Khō-wār, означає «мова (wār) народу кхо». У часи Британської Індії, англійці називали її «Chitrālī» (від регіону Читрал), або «Qāshqārī». У пуштунів і бадахшанців вона називалась «Kashkār». Також є назва, яку використав Лейтнер 1880 — «Arnyiá», або «Arniya», що походить від назви частини долини Ясін у мові шина, де говорять мовою кховар.

## Історія
Кховар поширилась у Читралі з північної частини регіону. За Моргенстьєрне, кховар походить з північного Читралу, з долин навколо Мастуджа. Кховар став поширюватись на південь Читралу приблизно на початку XIV століття.
Кховар поділяє значну кількість морфологічних рис із сусідніми іранськими мовами Бадахшану, що показує на те, що прамова кховар давно утворилась саме в цьому місці, хоча враховуючи зв'язки з мовою гандхарі, ймовірно її носії прийшли з півдня в першому тисячолітті до нашої ери, можливо, через Сват і Дір.
Георг Моргенстьєрне заявив: «Кховар у багатьох аспектах є найбільш архаїчною з усіх сучасних індійських мов, вона зберегла значну частину відмінків санскриту, та багато слів збереглися майже у такому ж вигляді, як у санскриті»:3.

## Фонологія
У кховар є різні діалекти із можливими фонемічними відмінностями. У наступних таблицях наведено фонологію мови кховар.

### Голосні
|         | Передні | Середні | Задні |
| ------- | ------- | ------- | ----- |
| Високі  | i       |         | u     |
| Середні | ɛ       |         | ɔ     |
| Низькі  |         | ɑ       |       |

У кховар також можуть бути носові голосні та довгі /ɑː/, /ɛː/, /iː/, /ɔː/, та/uː/. Джерела не мають однозначної думки, чи є фонемічною довжина голосних. Один з авторів стверджує, що «довгота голосних спостерігається переважно як замінна. Довжина голосного фонологічного значення відзначається набагато рідше». На відміну від сусідньої та спорідненої мови калаша, кховар не має ретрофлексних голосних.

### Приголосні
|              |              | Губні | Ясенні | Ретрофлексні | Середньопіднебінні | Задньоязикові | Язичкові | Гортанні |
| ------------ | ------------ | ----- | ------ | ------------ | ------------------ | ------------- | -------- | -------- |
| Носові       | Носові       | m     | n      |              |                    |               |          |          |
| Проривні     | глухі        | p     | t      | ʈ            |                    | k             | q        |          |
| Проривні     | дзвінкі      | b     | d      | ɖ            |                    | g             |          |          |
| Проривні     | придихові    | pʰ    | tʰ     | ʈʰ           |                    | kʰ            |          |          |
| Африкати     | глухі        |       | ts     | ʈʂ           | tɕ                 |               |          |          |
| Африкати     | дзвінкі      |       | dz     | ɖʐ           | dʑ                 |               |          |          |
| Африкати     | придихові    |       | tsʰ    | ʈʂʰ          | tɕʰ                |               |          |          |
| Фрикативні   | глухі        | f     | s      | ʂ            | ɕ                  | x             |          | h        |
| Фрикативні   | дзвінкі      |       | z      | ʐ            | ʑ                  | ɣ             |          |          |
| Апроксиманти | Апроксиманти | ʋ     | l(ʲ) ɫ |              | j                  | (w)           |          |          |
| Одноударні   | Одноударні   |       | ɾ      |              |                    |               |          |          |

Алофони /x ɣ h ʋ ɾ/: [χ ʁ ɦ w ɹ], відповідно. /q x ɣ f/, у більшості індоарійських мов, є тільки у запозиченнях з перської та арабської, але в кховар вони існують і в словах власного походження.

### Тон
Кховар, як і більшість дардських мов, має фонемічний тон або розрізнення за наголосом.

## Орфографія
Кховарське письмо походить від абетки урду. Воно має додаткові літери на позначення звуків, яких в урду немає. Як і урду, кховар зазвичай записується насталіком.
З кінця XIX століття, письменники й правителі князівства Читрал доклали чимало зусиль задля поширення освіти та літератури мовою кховар. Спочатку, Мірза Мухаммад Шакур і Принц Таджумал Шах Мохфі прийняли перську абетку, що використовувалась у сусідньому Афганістані. Втім, перська абетка не мала літер для звуків, що були лиш у кховар. На початку XX століття, у роки британського правління, освіта мовою урду стала поширеною серед індусів-мусульман. Читральські письменники, Сір Насір уль-Мульк та Мірза Мухаммад Ґафран вирішили, що писемність урду краще підходить для мови кховар. Та все ж, в абетці урду теж бракувало літер на позначення звуків кховар. Зрештою, було створено нові літери. Процес стандартизації йшов аж до 1970-х років. Також були спірні моменти. Деякі виступали за зменшення кількості літер до мінімуму, та пропонували прибрати арабські літери, що не представляють окремі звуки у кховар та представляють такі ж звуки, як вже наявні літери (наприклад, літери ث، ذ، ص‎, звучать так само як і літери س، ز، س‎ відповідно). Усього до абетки урду з 37 літер було додано 6, і сучасне кховарське письмо складається з 43 літер.